# К-15
К-15 — 12,7 мм крупнокалиберная дальнобойная снайперская винтовка армянского производства.

## Характеристика
Крупнокалиберная дальнобойная снайперская винтовка К-15 была впервые представлена в 2010 году. Винтовка разработана под крупнокалиберный патрон 12,7×108 мм. Длина орудия 1500 мм, длина ствола — 1100 мм, вес — 18 кг с сошками (без оптического прицела). Скорострельность винтовки составляет 16 выстрелов в минуту, начальная скорость пули — 810 м/с. Эффективная дальность стрельбы — 1600 м, максимальная — 2000 м. Снайперская винтовка К-15 оснащена дульным тормозом.

## На вооружении
- Армения — Вооружённые силы Армении